# Mitrofan (Zagorski)
Mitrofan, imię świeckie Michaił Wasiljewicz Zagorski (ur. 1844 w guberni włodzimierskiej, zm. 1919) – rosyjski biskup prawosławny.

## Życiorys
Był synem kapłana prawosławnego. Ukończył seminarium duchowne we Włodzimierzu, po czym został skierowany do pracy w charakterze nauczyciela szkoły duchownej w Perejasławiu. W 1895 wrócił do Włodzimierza i pracował w radzie szkół duchownych eparchii włodzimierskiej i suzdalskiej. W 1906 złożył wieczyste śluby mnisze, przyjmując imię zakonne Mitrofan. W tym samym roku został wyświęcony na hierodiakona, a następnie na hieromnicha. Żył we wspólnocie mniszej przy rezydencji biskupów włodzimierskich, a następnie 10 kwietnia 1906 został przełożonym monasteru Trójcy Świętej w Perejasławiu. W lipcu 1906 otrzymał godność archimandryty i zaczął pełnić obowiązki dziekana monasterów w powiatach perejasławskim i aleksandrowskim. 
15 lipca 1912 w soborze Kazańskiej Ikony Matki Bożej w Petersburgu przyjął chirotonię na biskupa muromskiego, wikariusza eparchii włodzimierskiej i suzdalskiej. W 1918 został aresztowany za udział w antybolszewickim powstaniu w Muromiu. Mitrofan faktycznie pobłogosławił dowódcę przygotowywanego buntu, pułkownika Sacharowa, i przekazał mu pieniądze na organizację wystąpienia. Trybunał rewolucyjny uznał go za winnego, jednak odstąpił od wymierzenia kary z uwagi na podeszły wiek, zabronił mu jedynie dalszego pobytu w Muromie. W związku z tą decyzją po wyjściu z więzienia w styczniu 1919 biskup udał się do Riazania i tam kontynuował służbę jako wikariusz eparchii riazańskiej z tytułem biskupa michajłowskiego. W lutym tego samego roku zmarł.